# Niko Ahoniemi
Niko Ahoniemi (ur. 14 marca 1996 w Tampere) – fiński hokeista.

## Kariera
- Tappara U16 (2010-2012)
- Tappara U18 (2011-2013)
- Tappara U20 (2011-2013)
- RB Hockey Academy U18 (2013/2014)
- EC Salzburg U20 (2013/2014)
- RB Hockey Juniors (2013/2014)
- Ilves U20 (2014-2017)
- Ilves (2016-2017)
  -  LeKi (2016/2017)
  -  KeuPa HT (2017)
  -  TuTo (2018-2020)
- Ketterä (2020-2021)
- Kalmar HC (2021-2022)
- STS Sanok (2022-2023)
- Borås HC (2023-)

Wychowanek klubu Tappara Tampere w rodzinnym mieście. Do 2013 grał w jego drużynach juniorskich, po czym w sezonie 2013/2014 rozwijał karierę w strukturach austriackiego klubu EC Red Bull Salzburg. Od 2014 do 2017 grał w zespole to lat 20 innego klubu z rodzimego miasta Tampereen Ilves, a także w zespole seniorskich w edycji Liiga (2016/2017) oraz krótkotrwale w Liiga (2017/2018). Stamtąd był wypożyczony do drużyn w rozgrywkach Mestis: LeK, KeuPa HT, a finalnie w styczniu 2018 do TuTo. W tym ostatnim pozostał do 2020. Wtedy przeszedł do Imatran Ketterä. Od czerwca 2021 był zawodnikiem szwedzkiego zespołu Kalmar HC w lidze Hockeyettan. W maju 2022 został zaangażowany do zespołu STS Sanok w rozgrywkach Polskiej Hokej Ligi. Od sierpnia 2023 zawodnik Borås HC.
Występował w reprezentacjach junioskich Finlandii do lat 16, do lat 17.

## Sukcesy
Klubowe
- Srebrny medal U16 SM-sarja: 2011, 2012 z Tappara U16
- Złoty medal U20 SM-liiga: 2016 z Ilves U20
- Srebrny medal Mestis: 2018 z TuTo
- Brązowy medal Mestis: 2019 z TuTo
- Złoty medal Mestis: 2021 z Ketterä

Indywidualne
- Mestis (2018/2019): najlepszy zawodnik miesiąca - marzec 2018